# Lomnitsa (Vraptchichté)
Lomnitsa (en macédonien Ломница ; en albanais Llomnica) est un village du nord-ouest de la Macédoine du Nord, situé dans la municipalité de Vraptchichté. Le village comptait 574 habitants en 2002. Il est majoritairement albanais.

## Démographie
Lors du recensement de 2002, le village comptait :
- Albanais : 571
- Macédoniens : 1
- Autres : 2